# Interlands voetbalelftal Bohemen 1906-1908
Deze pagina toont een chronologisch en gedetailleerd overzicht van de interlands die het Boheems voetbalelftal heeft gespeeld in de periode 1906 – 1908.
De Tsjechische voetbalbond werd opgericht in 1907, toen het land nog deel uitmaakte van Oostenrijk-Hongarije. Het Tsjecho-Slowaaks voetbalelftal speelde in 1920 de eerste interland, dat was na de onafhankelijkheid. Tussen 1903 en 1908 speelde het Koninkrijk Bohemen al een aantal wedstrijden namens de Tsjechische voetbalbond. 

## Interlands

### 1906
|                                                                    |                 |       |                      |                                                                                         |
| 1 april Vriendschappelijk № 1 «onderlinge duels» 16:00 uur (UTC+1) | Hongarije       | 1 – 1 | Bohemen              | Millenáris Sporttelep, Boedapest Toeschouwers: 500 Scheidsrechter: Theodor Holley (AUT) |
| 1 april Vriendschappelijk № 1 «onderlinge duels» 16:00 uur (UTC+1) | Jenő Károly 80' |       | 56' Jindřich Valášek | Millenáris Sporttelep, Boedapest Toeschouwers: 500 Scheidsrechter: Theodor Holley (AUT) |

|                                                                      |                                                       |       |                                                         |                                                                            |
| 7 oktober Vriendschappelijk № 2 «onderlinge duels» 15:30 uur (UTC+1) | Bohemen                                               | 4 – 4 | Hongarije                                               | Stadion Slavii, Praag Toeschouwers: 6.000 Scheidsrechter: Paul Heyne (GER) |
| 7 oktober Vriendschappelijk № 2 «onderlinge duels» 15:30 uur (UTC+1) | Jan Starý 22', 83' Jindřich Baumruk 65' Jan Košek 88' |       | 33', 86' József Horváth 59' Jenő Károly 61' Imre Molnár | Stadion Slavii, Praag Toeschouwers: 6.000 Scheidsrechter: Paul Heyne (GER) |

### 1907
|                                                                    |                                                                       |       |                                      |                                                                                         |
| 7 april Vriendschappelijk № 3 «onderlinge duels» 16:15 uur (UTC+1) | Hongarije                                                             | 5 – 2 | Bohemen                              | Millenáris Sporttelep, Boedapest Toeschouwers: 1.000 Scheidsrechter: Alfréd Hajós (HUN) |
| 7 april Vriendschappelijk № 3 «onderlinge duels» 16:15 uur (UTC+1) | József Horváth 21', 74', 85' Gáspár Borbás 57' Imre Molnár 82' (pen.) |       | 9' Josef Pelikán 29' Bohumil Jelínek | Millenáris Sporttelep, Boedapest Toeschouwers: 1.000 Scheidsrechter: Alfréd Hajós (HUN) |

|                                                                      |                                              |       |                                                          |                                                                             |
| 6 oktober Vriendschappelijk № 4 «onderlinge duels» 15:00 uur (UTC+1) | Bohemen                                      | 5 – 3 | Hongarije                                                | Stadion Slavii, Praag Toeschouwers: 4.000 Scheidsrechter: Josef Gruss (CZE) |
| 6 oktober Vriendschappelijk № 4 «onderlinge duels» 15:00 uur (UTC+1) | Jan Košek 15', 35', 86' Josef Bělka 62', 88' |       | 4' Tivadar Gorszky 16' János Szednicsek 25' Ferenc Weisz | Stadion Slavii, Praag Toeschouwers: 4.000 Scheidsrechter: Josef Gruss (CZE) |

### 1908
|                                                                    |                                                     |       |                      |                                                                                           |
| 5 april Vriendschappelijk № 5 «onderlinge duels» 16:00 uur (UTC+1) | Bohemen                                             | 5 – 2 | Hongarije            | Millenáris Sporttelep, Boedapest Toeschouwers: 8.500 Scheidsrechter: Theodor Holley (AUT) |
| 5 april Vriendschappelijk № 5 «onderlinge duels» 16:00 uur (UTC+1) | Imre Schlosser 20', 73' Jenő Károly 75', 86' (pen.) |       | 48', 74' Josef Bělka | Millenáris Sporttelep, Boedapest Toeschouwers: 8.500 Scheidsrechter: Theodor Holley (AUT) |

|                                                                    |         |                                                                        |          |                                                                            |
| 13 juni Vriendschappelijk № 6 «onderlinge duels» 18:00 uur (UTC+1) | Bohemen | 0 – 4                                                                  | Engeland | Stadion Slavii, Praag Toeschouwers: 4.000 Scheidsrechter: John Lewis (ENG) |
| 13 juni Vriendschappelijk № 6 «onderlinge duels» 18:00 uur (UTC+1) |         | 24', 50' (pen.) George Hilsdon 55' Jimmy Windridge 83' Jock Rutherford |          | Stadion Slavii, Praag Toeschouwers: 4.000 Scheidsrechter: John Lewis (ENG) |

België · Bohemen · Denemarken · Duitsland · Engeland · Finland · Frankrijk · Hongarije · Ierland · Italië · Luxemburg · Nederland · Noorwegen · Oostenrijk · Rusland · Schotland · Wales · Zweden · Zwitserland
FAČR · A-internationals · Bondscoaches · Selecties · Statistieken · Tsjechisch vrouwenelftal · Olympisch elftal · Tsjechië U21 · Tsjechië U20 · Tsjechië U19 · Tsjechië U18 · Tsjechië U17 · Tsjechië U16
EK 1996 · 
EK 2000 · 
EK 2004 · 
EK 2008 · 
EK 2012 · 
EK 2016 · 
EK 2020
WK 1998 · 
WK 2002 · 
WK 2006 · 
WK 2010 · 
WK 2014 · 
WK 2018 · 
WK 2022
OS 2000
1906 · 1907 · 1908 · 1909 – 1938 · 1939 · 1940 – 1993 · 1994 · 1995 · 1996 · 1997 · 1998 · 1999 · 2000 · 2001 · 2002 · 2003 · 2004 · 2005 · 2006 · 2007 · 2008 · 2009 · 2010 · 2011 · 2012 · 2013 · 2014 · 2015 · 2016 · 2017 · 2018 · 2019 · 2020 · 2021
Albanië ·
Andorra ·
Armenië ·
Australië ·
Azerbeidzjan ·
België ·
Bosnië en Herzegovina ·
Brazilië ·
Bulgarije ·
Canada ·
China ·
Costa Rica ·
Cyprus ·
Denemarken ·
Duitsland ·
Engeland ·
Estland ·
Faeröer ·
Finland ·
Frankrijk ·
Georgië ·
Ghana ·
Griekenland ·
Hongarije ·
Ierland ·
IJsland ·
Israël ·
Italië ·
Japan ·
Joegoslavië ·
Kazachstan ·
Koeweit ·
Kosovo ·
Kroatië ·
Letland ·
Libanon ·
Liechtenstein ·
Litouwen ·
Luxemburg ·
Malta ·
Marokko ·
Mexico ·
Moldavië ·
Montenegro ·
Nederland ·
Nigeria ·
Noord-Ierland ·
Noord-Macedonië ·
Noorwegen ·
Oekraïne ·
Oostenrijk ·
Paraguay ·
Peru ·
Polen ·
Portugal ·
Qatar ·
Roemenië ·
Rusland ·
San Marino ·
Saoedi-Arabië ·
Schotland ·
Servië ·
Slovenië ·
Slowakije ·
Spanje ·
Trinidad en Tobago ·
Turkije ·
Uruguay ·
Verenigde Arabische Emiraten ·
Verenigde Staten ·
Wales ·
Wit-Rusland ·
Zuid-Afrika ·
Zuid-Korea ·
Zweden ·
Zwitserland
Denemarken (2021) · 
Duitsland (1996, 2) · 
Engeland (2021) · 
Ghana (2006) · 
Griekenland (2012) · 
Italië (2006) · 
Kroatië (2016) · 
Kroatië (2021) · 
Nederland (2021) · 
Polen (2012) · 
Portugal (2008) · 
Portugal (2012) · 
Rusland (2012) · 
Schotland (2021) · 
Spanje (2016) · 
Turkije (2008) · 
Verenigde Staten (2006) ·
Zwitserland (2008)